# Lisa Blatter
Lisa Blatter (* 1979 in Heide (Holstein), Deutschland)  ist eine Schweizer Drehbuchautorin, Regisseurin und Produzentin.

## Werdegang
Lisa Blatter wuchs in der Schweiz und den USA auf. Sie studierte zwei Jahre Kunstvermittlung (Lehrberufe für Gestaltung und Kunst) an der Hochschule für Gestaltung und Kunst Zürich HGKZ (heute ZHdK), bevor sie ab 2004 an der Fachrichtung Film studierte; 2008 schloss sie das Studium mit dem Kurzspielfilm Nachglühen ab. Der Film wurde am Film Festival Locarno uraufgeführt, und für den First Steps Award nominiert.
Als Teil des zehnköpfigen Regiekollektives war sie verantwortlich für eine Episode des Spielfilmes Heimatland, der 2015 im internationalen Wettbewerb am Film Festival Locarno Premiere feierte, wo er mit dem Preis der Jugendjury ausgezeichnet wurde. Der Film wurde am Filmfestival Saarbrücken mit dem Preis für den gesellschaftlich relevantesten Film ausgezeichnet, sowie mit dem Zürcher Filmpreis, und war zweifach für den Schweizer Filmpreis nominiert (Bester Spielfilm, Beste Montage).
2016 wurde ihr Spielfilm Skizzen von Lou am Zürich Film Festival uraufgeführt. Liliane Amuat wurde für ihre Rolle im Film für den Schweizer Filmpreis nominiert.
Lisa Blatter ist Mitgründerin und -inhaberin der Produktionsfirma 2:1 Film mit Sitz in Zürich. Bei dieser Firma ist sie auch als Produzentin tätig. So produzierte sie Die Böhms – Architektur einer Familie von Maurizius Staerkle Drux oder Europe, She Loves von Jan Gassmann, der an der Sektion Panorama der Berlinale gezeigt wurde und zweifach für den Schweizer Filmpreis nominiert war (Bester Dokumentarfilm, Beste Kamera).

## Filmografie (Auswahl)
Als Regisseurin:
- 2005: Pool
- 2006: Hotel 7.4
- 2006: A Normal Dog And Shit Like That
- 2006: Return The Dog
- 2007: Traurige Jungs tanzen, wenn niemand hinsieht
- 2007: Schlüsselkind
- 2008: Nachglühen
- 2015: Heimatland
- 2016: Skizzen von Lou

Als Produzentin:
- 2014: Die Böhms – Architektur einer Familie
- 2016: Europe, she loves
- 2016: Skizzen von Lou
- 2017: Zwischenstopp (Kurzfilm)